# Deelvak
Een deelvak is een vak dat in Nederland in de tweede fase van de havo of het vwo wordt gekozen, naast de algemene vakken en de profielvakken.